# Jama (fiume)
La Jama (in russo Яма?; conosciuta nell'alto corso con il nome di Majmandža)  è un fiume dell'estremo oriente russo (oblast' di Magadan), tributario del golfo di Šelichov (mare di Ochotsk).
Nasce dal versante meridionale dei monti della Majmandža e scorre con direzione mediamente sudorientale, dapprima in ambiente montuoso, successivamente percorrendo la pianura costiera del mare di Ochotsk. Sfocia all'estremità sud-occidentale del golfo di Šelichov, a nord della penisola P'jagina, in una piccola insenatura, la baia Perevoločnyj (Переволочный залив), interna al golfo della Jama, presso l'insediamento di Jamsk, dopo un corso di 285 chilometri  (secondo altre fonti, 316).
I suoi maggiori affluenti sono Tob, Alut e Chalančiga, provenienti dalla destra idrografica.